# São João dos Angolares
São João dos Angolares (IPA: ['sãu ʒu'ãu duzɐ̃gu'laʁɪʃ]; Portugees voor Sint-Johannes der Angolares) is de hoofdstad van het Santomese district Caué (provincie Sao Tomé) en telt 2045 inwoners (2006). De stad is gelegen aan enkele rivieren aan de zuidoostkust van het eiland Sao Tomé, zo'n 40 kilometer ten zuiden van de hoofdstad Sao Tomé, en leeft voornamelijk van de visserij en van twee plantages.
São João dos Angolares is genoemd naar de Angolares, een Santomese bevolkingsgroep afstammend van Angolese slaven die het gebied in de zestiende eeuw bevolkten nadat hun schip verging op de Sete Pedras-rotsen, en wiens nakomelingen vandaag in de stad leven. Sommige bronnen beweren echter dat de "Angolezen" afstamden van pre-Europese bevolking op het eiland. Deze mensen spreken het Angolar, een unieke Portugese creooltaal nauw verwant aan de andere creooltalen van Sao Tomé en Principe, zoals het Forro.

## Bevolkingsontwikkeling
| Jaar                | Inwoners |
| ------------------- | -------- |
| 1999 (schatting)    | 2.045    |
| 2001 (volkstelling) | 1.862    |
| 2010 (berekening)   | 2.373    |

## Sport
Voetbalclub União Desportiva Rei Amador (UDRA) speelt in het kampioenschap van Sao Tomé, waarvan de kampioen deelneemt aan het voetbalkampioenschap van Sao Tomé en Principe.
Provincies: Sao Tomé (Sao Tomé) · Principe (Santo António)
Districten: Água Grande (Sao Tomé) · Cantagalo (Santana) · Caué (São João dos Angolares) · Lembá (Neves) · Lobata (Guadalupe) · Mé-Zóchi (Trindade) · Pagué (Santo António)
Eilanden: Ilhéu Bom Bom · Ilhéu das Cabras · Ilhéu Caroço · Principe · Ilhéu das Rolas · Ilhéu de Santana · Sao Tomé · Tinhosa Grande · Tinhosa Pequena